# De Alde Feanen (Nationaal Park)
Nationaal Park De Alde Feanen (betekenis: "De Oude Venen", Fries: Nasjonaal Park De Alde Feanen) is een nationaal park in de Nederlandse provincie Friesland, gelegen rondom het dorp Earnewâld. 
Het nationaal park heeft een oppervlakte van bijna 4.000 ha. Het is hiermee het grootste aaneengesloten natuurgebied op het vasteland van de provincie Friesland. Het is een “natuurgebied met een rijke historie, een gebied ook van internationale betekenis. Vergelijkbare gebieden zijn buiten Nederland niet veel te vinden.” Het gebied is tevens van groot belang voor de (water)recreatie.
De Alde Feanen bestaat uit een gevarieerd laagveenmoeras met meren, veenplassen, petgaten, trilvenen, veenmosrietlanden, blauwgraslanden, rietlanden, dotterbloemhooilanden en moerasbossen. Er komen meer dan 500 soorten hogere planten voor, waaronder verschillende soorten zeggen en orchideeën.
Er broeden meer dan honderd verschillende soorten vogels. In de winter pleisteren in het gebied grote aantallen ganzen, eenden en steltlopers. In het vroege voorjaar kunnen enkele tienduizenden steltlopers zoals kemphaan, grutto en wulp doortrekken.
Op 26 april 2006 werd het gebied door toenmalig minister Veerman van Landbouw, Natuur en Voedselkwaliteit officieel aangewezen als twintigste Nationaal Park van Nederland. Het jaarlijks aantal recreatieve bezoekers aan het nationaal park werd in 2001 geschat op meer dan 250.000. In 1995 werd de jaarlijkse omzet van de recreatieve sector rond De Alde Feanen geschat op ongeveer 25 miljoen gulden (ruim 11 miljoen euro).

## Ligging

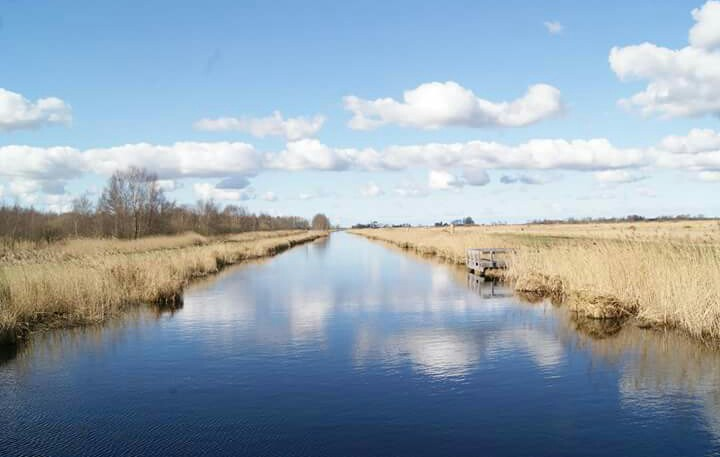
De Eernesloot ten noorden van Eernewoude gezien vanaf het zuiden in februari 2016

Het nationaal park ligt op het grondgebied van de gemeenten Leeuwarden, Smallingerland en Tytsjerksteradiel. Midden in het gebied ligt het plaatsje Earnewâld. Hemelsbreed ligt Earnewâld ongeveer 12 km ten zuidoosten van Leeuwarden. Centraal in het nationaal park ligt het Prinsehôf. Aan de west- en zuidwestzijde liggen onder andere De Burd en Het Eiland (It Eilân). Ten zuiden van Earnewâld bevindt zich het gebied van de Jan Durkspolder.
In De Alde Feanen staan verschillende monumentale windmolens, waaronder De Ikkers, een uit de achttiende eeuw daterende spinnenkopmolen. Ten westen van Earnewâld staat de Princehofmolen. In het gebied is It Eibertshiem' een buitenstation voor ooievaars, gevestigd. Bezoekerscentrum De Wiidpleats bevindt zich, samen met het Fries Landbouwmuseum, aan de Koaidyk te Earnewâld.

## Frieslands Lage Midden
Dwars door de provincie Friesland ligt een brede band van veengronden, van Dokkum naar Stavoren. Deze gordel wordt 'Frieslands Lage Midden' ('de Lege Midden van Fryslân') genoemd. Volgens sommigen mag – strikt genomen – alleen het laagste deel ervan, tussen Eernewoude en Grouw, die naam dragen. Ongeveer 6000 jaar geleden begon het veen in de strook die grenst aan het hoger gelegen Drents Plateau te groeien. De veengroei kwam tot stilstand toen de zee het gebied overstroomde, Dat gebeurde enkele eeuwen voor het begin van onze jaartelling als gevolg van de langzame stijging van de zeespiegel. Het veenpakket was toen al twee meter dik. In het westen werd veel slib afgezet. Daardoor ontstonden vruchtbare kleigronden, die een aantrekkelijke vestigingsplaats gingen vormen voor terpbewoners. In de daaropvolgende eeuwen hing het af van het zeeniveau of de veengebieden bewoonbaar waren. Toen omstreeks 1200 de zee opnieuw sterk opdrong ontstond de Zuiderzee. Die vormde vanuit het zuidwesten een bedreiging voor het veengebied. De kleigebieden werden bedijkt, en daardoor werd het afvoeren van water uit de veengebieden niet eenvoudiger. Vooral in het onbedijkte gebied tussen Grouw en Eernewoude veroorzaakte het water veel overlast. De bewoners moesten zich terugtrekken op de hoger gelegen zandgronden in het oosten. De veengronden, die op veel plaatsen met een laagje klei bedekt waren, bleven wel in gebruik als hooiland. Het vervoer van het hooi gebeurde deels over het water.
In de loop der eeuwen werden steeds meer delen van Friesland bedijkt en ontwaterd. Het Lage Midden kreeg zo steeds meer het karakter van een boezemwater. Het teveel aan water werd er opgevangen en gespuid bij lage waterstanden. Door de hoge waterstanden die er soms optraden woonden er in het gebied vrijwel geen mensen. De wateroverlast is pas in de loop van de twintigste eeuw voorgoed verdwenen, daardoor zijn grote delen van het gebied nog steeds nauwelijks bewoond.
“Eernewoude, met de kerk op een kleine verhoging, ligt als een ver vooruitgeschoven post in dit stille land” 
Op deze zandhoogte in het veen vestigden zich in de dertiende eeuw de eerste permanente bewoners.
Rond 1900 kon men alleen in droge zomers te voet in het dorp komen. In 1919 werd het gebied rondom Eernewoude bedijkt en werd een gemaal gebouwd.

## Veenwinning
Al in de 12e eeuw werd in de Friese venen turf gewonnen, maar pas in de 16e eeuw werd de turfwinning grootschalig aangepakt. Toen werden vaarten gegraven voor de afvoer van de turf naar de steden van Holland. Die activiteiten begonnen in de omgeving van Heerenveen en breidden zich in oostelijke en noordelijke richting uit. Aanvankelijk werd alleen droge vervening toegepast. De hoger gelegen veengronden werden goed ontwaterd en vervolgens tot op de zandgrond afgegraven. Later kwamen ook de nattere veengebieden aan de beurt. Dat gebeurde in droge zomers of na bemaling door een watermolen. Het opbaggeren van het natte veen, en het uitspreiden en drogen op de kant kwam pas in de 18e eeuw op gang. In het gebied rond Eernewoude heeft de vervening vooral in de 18e en 19e eeuw plaatsgevonden volgens de baggermethode. Er ontstonden ongeveer 1,5 meter diepe langgerekte trekgaten, ook wel petgaten (of “petten”) genoemd. Daartussen lagen smalle stroken niet afgegraven veenland, waarop het veen te drogen werd gelegd: de legakkers, ribben of striepen. Door de golfslag werden nogal wat legakkers weggeslagen, waardoor grotere meren werden gevormd. Het vergraven veengebied rondom Eernewoude leende zich niet voor inpoldering. Toen het rond 1900 was afgelopen met de turfwinning kwam waarschijnlijk de huidige naam in gebruik: de verlaten of oude vervening, De Alde Feanen. Het moerassige onland werd het terrein van vissers, jagers en rietwerkers.
Er zijn twee keer plannen geweest om het gehele gebied in te polderen. Rond 1870 werd er een plan gemaakt, maar het plan bleek technisch niet uitvoerbaar. Rond 1920, toen opnieuw een plan werd gemaakt, waren de natuur- en recreatiebelangen al zo groot dat inpoldering werd afgewezen.

## Natuurbescherming
Al in 1923 kocht de Vereniging Natuurmonumenten de eerste drie hectare in het gebied aan. Dat was de Rengersmiede. Een van de eerste aankopen van It Fryske Gea – opgericht in 1930 – was in 1934 Het Prinsehôf, ook deel van De Alde Feanen. Dat was een aankoop van 134 ha. In 2001 was het bezit van It Fryske Gea uitgebreid tot 2.500 ha.
In de tweede helft van de twintigste eeuw werd duidelijk dat water en bodem van het gebied ernstig verontreinigd waren. Het is het laagste deel van de provincie, en had te lijden onder een toestroom van verontreinigd water uit omringende gebieden. In de jaren 1990 werd het gebiedsvreemde water buitengesloten en is vervuild slib weggebaggerd. Er werden daarnaast nieuwe petgaten gegraven en enkele polders werden ontpolderd.
Het gebied werd Vogelrichtlijngebied en vanaf 1992 beschermd “wetland” in het kader van de Conventie van Ramsar. In 1993 sprak de Raad van State uit dat de bestemming van het gebied tot Nationaal Park aanvaardbaar zou zijn, mits de natuurwaarden door een beheerprogramma zouden worden veilig gesteld. In 1994 werd zo'n beheerplan opgesteld door de provincie Friesland en de gemeente Tietjerksteradeel, Boornsterhem en Smallingerland, in samenwerking met het toenmalige Ministerie van Landbouw, Natuurbeheer en Visserij. Uit dit beheerplan vloeide de oprichting van een breed samengesteld overlegplatform voort. Dat nam vervolgens het initiatief om na te gaan of het gebied de status van nationaal park zou kunnen krijgen.
In 1998 adviseerde de Voorlopige Commissie Nationale Parken (VCNP) aan de minister om het Nationaal Park De Oude Venen in oprichting in te stellen. Dit gebeurde In het jaar 2000. Toen bedroeg de omvang van het natuurgebied 2187 ha. De aanleiding was een maatschappelijke discussie over de realisatie van een recreatiewoningenpark bij Eernewoude. In 2005 stelde het Overlegorgaan het eerste Beheer- en Inrichtingsplan voor het nationaal park vast. Met de vaststelling van dit plan door de minister op 26 april 2006 was het Nationaal Park De Alde Feanen een feit.
Eind 2006 werd een groot deel van De Alde Feanen aangewezen als Natura 2000 gebied. De provincie Friesland is daarmee verantwoordelijk voor het opstellen van een beheerplan. De provincie is hiermee gestart in januari 2010. Het beheer van het nationaal park wordt grotendeels uitgevoerd door It Fryske Gea. Eens in de tien jaar dient een nieuw beheerplan geschreven te worden.

## Flora
In het gebied vindt natuurlijke verlanding plaats. Door plantengroei verandert open water via verschillende processen in een aantal stadia weer in land. Vooral de tussenstadia zijn ecologisch interessant, bijvoorbeeld het trilveen, “een plantendek dat zich aan het oppervlak van het water uitbreidt, terwijl daaronder niets dan prut te vinden is. Lopen over trilveen is een heel aparte sensatie. De grond onder je voeten golft bij elke stap. Wel voorzichtig lopen, anders zak je erdoorheen.”
Een ander bijzonder vegetatietype in het gebied zijn de blauwgraslanden met blauwe en blonde zegge, moerasviooltje en knoopkruid. Andere aanwezige plantensoorten van de blauwgraslanden zijn de Spaanse ruiter, het moeraskartelblad, de addertong, de zonnedauw en de wateraardbei.
Ook de veenhei is een zeldzaam vegetatietype. Op het schrale veen groeien, naast dophei en struikhei, soorten als eenarig wollegras, ronde zonnedauw, rode bosbes, moerasvaren en rietorchis. Ook komt er wilde gagel voor.
Een veelvoorkomend vegetatietype in De Alde Feanen is het rietland, waaronder het veenmosrietland, de biotoop van de noordse woelmuis.

## Fauna

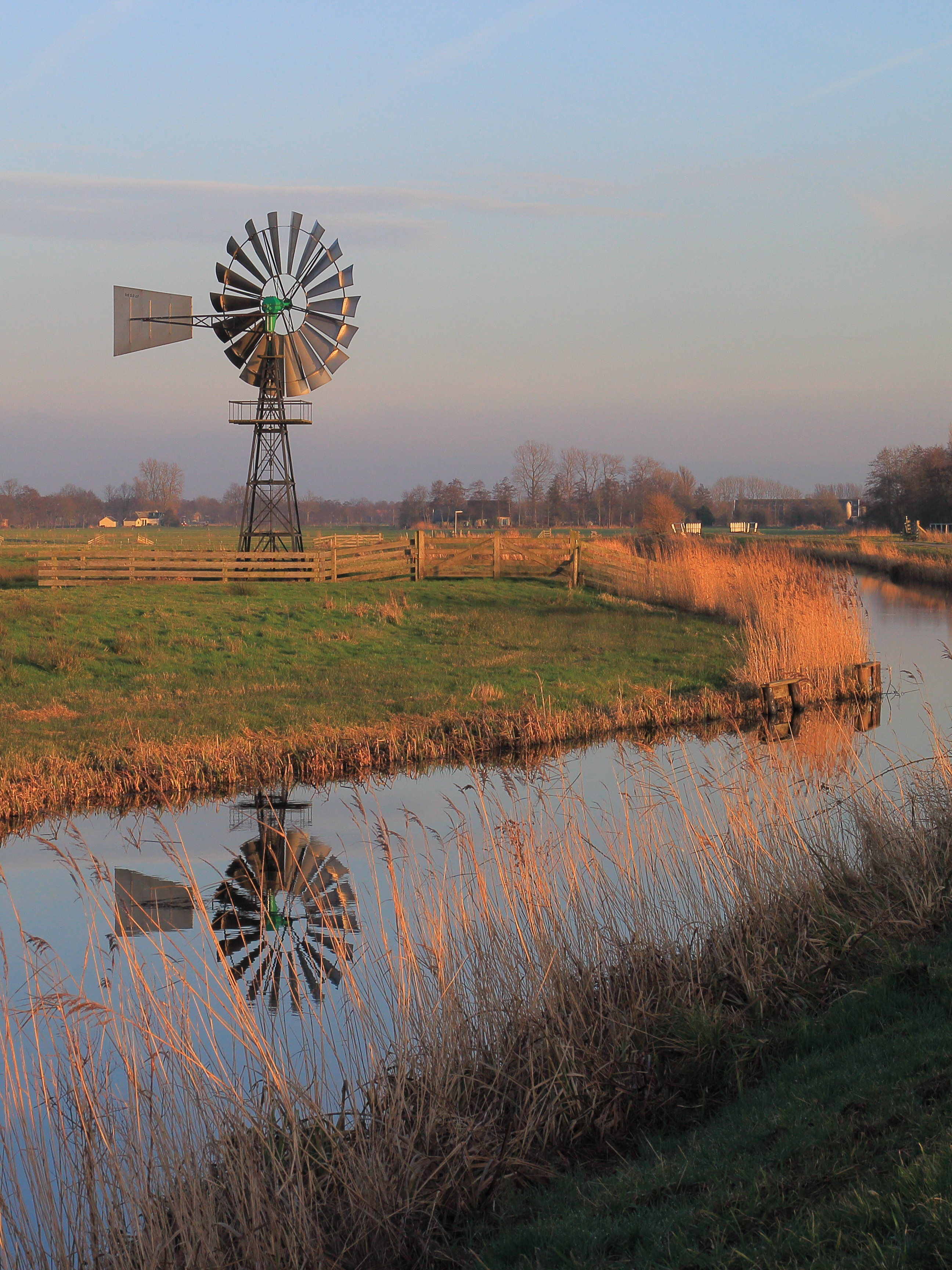
Een Amerikaanse windmolen in het gebied

In het gebied komen minimaal 35 soorten zoogdieren voor, waaronder zeven soorten vleermuizen. Van die 35 soorten staan er vier op de Rode Lijst: boommarter, noordse woelmuis, waterspitsmuis en grootoorvleermuis. De noordse woelmuis komt maar op weinig andere plaatsen voor.

### Otter
De otter was tot halverwege de jaren tachtig aanwezig in het gebied, maar stierf uit. Koos van Zomeren schreef naar aanleiding daarvan in 'De laatste otter van Eernewoude': “Uitsterven is een wel erg hevige manier van sterven.”
Na de herintroductie van de otter in 2002 in de Weerribben werden deze al enkele jaren later weer in de directe omgeving van De Alde Feanen waargenomen. In oktober 2011 werden er zes otters in uitgezet. Drie daarvan waren verweesde jongen die in de zomer van 2010 in de Rottige Meenthe waren gevonden. Drie andere waren afkomstig uit Tsjechië en Oostenrijk. Bovendien bleek zich een wilde otter in het gebied te hebben gevestigd.

### Avifauna
In het nationaal park komen 180 soorten vogels voor, waarvan meer dan 100 soorten broedvogels. Hoewel enkele soorten in de laatste decennia van de twintigste eeuw zijn afgenomen of verdwenen, zoals de dodaars en de grote karekiet, staan er nog steeds circa 20 broedvogels op de rode lijst. Daaronder bevinden zich baardmannetje, dat het beeldmerk van De Alde Feanen is. 
Vogelrichtlijn-soorten zijn bijvoorbeeld roerdomp, purperreiger, bruine kiekendief, porseleinhoen, kleinst waterhoen, kemphaan, zwarte stern en visdief. In de Princenhof bevindt zich een broedkolonie van de aalscholver. Het aantal nesten heeft er ooit negenhonderd bedragen.
Voor acht vogelsoorten is het nationaal park een belangrijk doortrekgebied: lepelaar, kolgans, brandgans, smient, krakeend, bonte strandloper en grutto. Er verblijven soms 25.000-35.000 smienten! Andere soorten die regelmatig doortrekken zijn: wilde zwaan, kleine zwaan, kemphaan, zeearend, visarend, blauwe kiekendief, zwarte wouw, rode wouw, wespendief, slechtvalk, smelleken en bosruiter.

### Overige
In het park zijn zes soorten amfibieën aangetroffen. Er komen er ook veel verschillende zoetwatervissen in het gebied voor. Hoewel er naar het voorkomen van libellen, dagvlinders en andere groepen ongewervelde dieren nog geen systematisch onderzoek is gedaan zijn er wel wat gegevens over. Er zijn 22 soorten libellen waargenomen, waaronder twee rode lijstsoorten: glassnijder en vroege glazenmaker. Bij de vlinders staat de teller op 20 soorten, waarvan vier op de rode lijst staan, waaronder de zilveren maan, die in een kleine populatie voorkomt.
De Alde Feanen · De Biesbosch · Drentsche Aa · Drents-Friese Wold · Duinen van Texel · Dwingelderveld · De Groote Peel · De Hoge Veluwe · Lauwersmeer · De Loonse en Drunense Duinen · De Maasduinen · De Meinweg · Nieuw Land · Oosterschelde · Sallandse Heuvelrug · Schiermonnikoog · Utrechtse Heuvelrug · Van Gogh · Veluwezoom · Weerribben-Wieden · Grenspark Kalmthoutse Heide · Zuid-Kennemerland
Aeltsjemar
· De Alde Feanen
· Bakkeveense Duinen
· Bancopolder
· Bekhofschaans
· Bjirmen
· Blauhúster Puollen
· Bocht fan Molkwar
· Botmar
· Bouwepet
· Buismans Einekoai
· Bûtenfjild
· Van Coehoornbosk
· Delleboersterheide
· Diakonieveen
· Dobbe Stienser Aldlân
· Dobben Hurdegarypsterwarren
· Dunegeaster- en Follegeasterpolder
· Dyksfearten
· Eanjumerkolken
· Easterskar
· Einekoai Piaam
· Einekoaien Lytse Geast
· De Fluezen
· Grikelân en Turkije
· Grutte Wielen
· Heide Hulstreed
· De Hon
· Huitebuersterbûtenpolder
· Joodse begraafplaats Tacozijl
· Joodse begraafplaats Noordwolde
· Kapellepôle
· Ketelermar
· Ketliker Skar
· Kobbelân
· Lendebos
· Lindevallei
· Liphústerheide
· Makkumersúdmar
· Makkumerwaarden
· Mandefjild
· Martenastate
· Meulebos
· Meulereed
· Mokkebank
· Mûntsebuorsterpolder
· Noard-Fryslân Bûtendyks
· 't Oerd
· Ottema Wiersma reservaat
· Park Huize Olterterp
· Park Jongemastate
· Peazemerlannen
· Petgatten De Feanhoop
· Polders Koarnwert
· Ringwiel
· Rysterbosk
· De Ryp
· Schaopedobbe
· Séfonsterpolder
· Sippen-finnen
· Skiedingsboskje
· Slachtedyk
· Steile Bank
· Stokersdobbe
· Sudermarpolder
· Syp Set
· Taconisbosk
· Tsjongerwâlen
· Teroelster Sipen
· Unlân fan Jelsma
· Van Asperen einekoaien
· Warkumermar
· Warkumerwaard
· 't West
· Wilhelmina-oard
· Ychtenerfeanpolder
Aamsveen (gebiedsnummer 55)
· Abdij Lilbosch & voormalig Klooster Mariahoop (151)
· Abtskolk & De Putten (162)
· Achter de Voort, Agelerbroek & Voltherbroek (47)
· Arkemheen (56) 
· Bakkeveense Duinen (17)
· Bargerveen (33)
· Bekendelle (63)
· Bemelerberg & Schiepersberg (156)
· Bergvennen & Brecklenkampse Veld (46)
· Biesbosch (112)
· Binnenveld (voorheen Bennekomse Meent) (65)
· Boddenbroek (52)
· Het Bossche Broek (132)
· Boetelerveld (41)
· Boezems Kinderdijk (106)
· Borkeld (44)
· Boschhuizerbergen (144)
· Botshol (83)
· Brabantse Wal (128)
· Broekvelden, Vettenbroek & Polder Stein (104)
· Bruine Bank (168)
· Brunssummerheide (155)
· Bunder- en Elslooërbos (153)
· Buurserzand & Haaksbergerveen (53)
· Canisvlietse Kreek (125)
· Coepelduynen (96)
· De Bruuk (69)
· Deelen (14)
· De Alde Feanen (13)
· De Wilck (102)
· Deurnsche Peel & Mariapeel (139) 
· Dinkelland (49)
· Doggersbank (164)
· Donkse Laagten (107)
· Drents-Friese Wold & Leggelderveld (27)
· Drentsche Aa-gebied (25)
· Drouwenerzand (26)
· Duinen Ameland (5) 
· Duinen Den Helder-Callantsoog (84)
· Duinen en Lage Land Texel (2) 
· Duinen Goeree & Kwade Hoek (101) 
· Duinen Schiermonnikoog (6) 
· Duinen Terschelling (4) 
· Duinen Vlieland (3) 
· Dwingelderveld (30)
· Eemmeer & Gooimeer Zuidoever (77)
· Eilandspolder (89)
· Elperstroomgebied (28)
· Engbertsdijksvenen (40) 
· Fochteloërveen (23)
· Friese Front (166)
· Gelderse Poort (67)
· Geleenbeekdal (154)
· Geuldal (157)
· Grensmaas (152)
· Grevelingen (115)
· Groot Zandbrink (80)
· Groote Gat (124)
· Groote Peel (140) 
· Groote Wielen (9)
· Haringvliet (109)
· Holtingerveld (29)
· Hollands Diep (111)
· IJsselmeer (72)
· Ilperveld, Varkensland, Oostzanerveld & Twiske (92)
· Kampina & Oisterwijkse Vennen (133)
· Kempenland-West (135)
· Kennemerland-Zuid (88)
· Ketelmeer & Vossemeer (75)
· Klaverbank (165)
· Kolland en Overlangbroek (81)
· Kop van Schouwen (116)
· Korenburgerveen (61)
· Krammer-Volkerak (114)
· Kunderberg (158)
· Landgoederen Brummen (58)
· Landgoederen Oldenzaal (50)
· Langstraat (130)
· Lauwersmeer (8)
· Leekstermeergebied (19)
· Leenderbos, Groote Heide & De Plateaux (136)
· Lemselermaten (48)
· Lepelaarplassen (79)
· Leudal (147)
· Liefstinghsbroek (21)
· Lingegebied en Diefdijk Zuid (70)
· Loevestein, Pompveld & Kornsche Boezem (71)
· Lonnekermeer (51)
· Leemkuilen (131)
· Loonse en Drunense Duinen (131)
· Maasduinen (145)
· Maas bij Eijsden (167)
· Manteling van Walcheren (117)
· Mantingerbos (31)
· Mantingerzand (32)
· Markermeer & IJmeer (73)
· Markiezaat (127)
· Meijendel & Berkheide (97)
· Moerputten (132)
· Meinweg (149)
· Naardermeer (94)
· Nieuwkoopse Plassen & De Haeck (103)
· Noorbeemden & Hoogbos (161)
· Noordhollands Duinreservaat (87)
· Noordzeekustzone (7) 
· Norgerholt (22)
· Oeffelter Meent (141)
· Olde Maten & Veerslootslanden (37)
· Oostelijke Vechtplassen (95)
· Oosterschelde (118)
· Oostvaardersplassen (78)
· Oude Maas (108)
· Oudegaasterbrekken, Fluessen en omgeving (10)
· Oudeland van Strijen (110)
· Polder Westzaan (91)
· Polder Zeevang (93)
· Regte Heide & Riels Laag (134)
· Roerdal (150)
· Rottige Meenthe & Brandemeer (18)
· Sallandse Heuvelrug (42)
· Sarsven en De Banen (146)
· Savelsbos (160)
· Schoorlse Duinen (86)
· Sint-Jansberg (142)
· Sint Pietersberg & Jekerdal (159)
· Sneekermeergebied (12)
· Solleveld & Kapittelduinen (99)
· Springendal & Dal van de Mosbeek (45)
· Stelkampsveld (60)
· Strabrechtse Heide & Beuven (137)
· Swalmdal (148)
· Teeselinkven (59)
· Uiterwaarden IJssel (38)
· Uiterwaarden Lek (82)
· Uiterwaarden Neder-Rijn (66)
· Uiterwaarden Waal (68)
· Uiterwaarden Zwarte Water en Vecht (36)
· Ulvenhoutse Bos (129)
· Van Oordt's Mersken (15)
· Vecht- en Beneden-Reggegebied (39)
· Veerse Meer (119)
· Veluwe (57)
· Veluwerandmeren (76)
· Vlakte van de Raan 163)
· Vlijmens Ven (132)
· Vogelkreek (126)
· Voordelta (113) 
· Voornes Duin (100) 
· Waddenzee (1) 
· Weerribben (34)
· Weerter- en Budelerbergen & Ringselven (138)
· Westduinpark & Wapendal (98)
· Westerschelde & Saeftinghe (122)
· Wieden (35)
· Wierdense Veld (43)
· Wijnjeterper Schar (16)
· Willinks Weust (62)
· Witte en Zwarte Brekken (11)
· Witte Veen (54)
· Witterveld (24) 
· Wooldse Veen (64)
· Wormer- en Jisperveld & Kalverpolder (90)
· Yerseke en Kapelse Moer (121)
· Zeldersche Driessen (143)
· Zoommeer (120)
· Zouweboezem (105)
· Zuidlaardermeergebied (20)
· Zwanenwater & Pettemerduinen (85)
· Zwarte Meer (74)
· Zwin & Kievittepolder (123)